# Battalions of Fear
Battalions of Fear je debutové studiové album německé powermetalové hudební skupiny Blind Guardian. Vydáno bylo v roce 1988 pod vydavatelstvím No Remorse. Jelikož skupina neměla stálého zpěváka, zpěvu se ujal baskytarista Hansi Kürsch, který na tomto postu následně zůstal a baskytaru za něj na živých vystoupeních od roku 1997 převzal Oliver Holzwarth. Části instrumentální skladby „By the Gates of Moria“ jsou převzaty z Novosvětské symfonie Antonína Dvořáka. V roce 2007 vyšla přes vydavatelství Virgin Records reedice obsahující jako bonus celé demo Symphonies of Doom, jež kapela, tehdy působící pod jménem Lucifer's Heritage, nahrála v roce 1985.

## Seznam skladeb
Hudbu složil(i) André Olbrich/Hansi Kürsch, texty napsal(i) Hansi Kürsch.
| Pořadí | Název                 | Délka |
| ------ | --------------------- | ----- |
| 1.     | Majesty               | 7:28  |
| 2.     | Guardian of the Blind | 5:09  |
| 3.     | Trial by the Archon   | 1:41  |
| 4.     | Wizard's Crown        | 3:48  |
| 5.     | Run for the Night     | 3:33  |
| 6.     | The Martyr            | 6:14  |
| 7.     | Battalions of Fear    | 6:06  |
| 8.     | By the Gates of Moria | 2:52  |

| Bonus          | Bonus             | Bonus |
| Pořadí         | Název             | Délka |
| -------------- | ----------------- | ----- |
| 9.             | Gandalf's Rebirth | 2:10  |
| Celková délka: | Celková délka:    | 39:20 |

| Bonus z reedice 2007 | Bonus z reedice 2007                  | Bonus z reedice 2007 |
| Pořadí               | Název                                 | Délka                |
| -------------------- | ------------------------------------- | -------------------- |
| 10.                  | Brian (Demo)                          | 2:41                 |
| 11.                  | Halloween (The Wizard's Crown) (Demo) | 3:22                 |
| 12.                  | Lucifer's Heritage (Demo)             | 4:36                 |
| 13.                  | Symphonies of Doom (Demo)             | 4:08                 |
| 14.                  | Dead of the Night (Demo)              | 3:33                 |

## Obsazení
- Hansi Kürsch – basová kytara, zpěv
- André Olbrich – kytary, doprovodný zpěv
- Marcus Siepen – kytary, doprovodný zpěv
- Thomas Stauch – bicí